# Centro Espacial Mohammed bin Rashid
El Centro Espacial Mohammed Bin Rashid (MBRSC), que abarca la Institución Emiratí de Ciencia y Tecnología Avanzadas (EIAST), es una organización gubernamental de Dubái que trabaja en el programa espacial de los Emiratos Árabes Unidos, que incluye varios proyectos de satélites espaciales y la Misión Emirates Mars. El centro trabaja activamente para promover la ciencia espacial y la investigación en la región. Mohammed bin Rashid Al Maktoum, vicepresidente y primer ministro de los Emiratos Árabes Unidos, y luego gobernante de Dubái, estableció el Instituto de Emiratos para la Ciencia y Tecnología Avanzadas (EIAST) el 6 de febrero de 2006. El 17 de abril de 2015, Al Maktoum emitió la ley para establecer el Centro Espacial Mohammed bin Rashid, incorporando EIAST en él. MBRSC contribuye al desarrollo de varios sectores dentro de los Emiratos Árabes Unidos y en todo el mundo, utilizando datos de satélites de EAU y diversas aplicaciones relacionadas con la ciencia espacial. El centro está a la vanguardia de la promoción de la ciencia espacial y la investigación científica en los EAU y la región. MBRSC también brinda apoyo a varias organizaciones en el manejo de desastres naturales, misiones de rescate, monitoreo ambiental y planificación de la tierra utilizando imágenes de la Tierra enviadas desde los satélites de los EAU, incluidos DubaiSat-1 y DubaiSat-2.
Misión Hope Mars está actualmente en curso.

## Galería
Las siguientes son algunas de las imágenes de satélite tomadas por DubaiSat-1:
|                                                                       |
| Imagen satelital de las islas The World en Dubái hecha por DubaiSat-1 |

|                                                         |
| Imagen satelital de las Islas Palm hecha por DubaiSat-1 |

|                                                                                        |
| Imagen satelital del Aeropuerto Internacional de Dubái-Al Maktoum hecha por DubaiSat-1 |

|                                                                          |
| Imagen satelital de las Pirámides de Giza en Egipto hecha por DubaiSat-1 |

|                                                                  |
| Imagen satelital de Ferrari World Abu Dhabi hecha por DubaiSat-1 |

|                                                                     |
| Imagen satelital de los Emiratos Árabes Unidos hecha por DubaiSat-1 |

- Datos: Q5372572
- Multimedia: Emirates Institution for Advanced Science and Technology / Q5372572